# جيرالد مايرز
جيرالد مايرز (بالإنجليزية: Gerald Myers)‏ هو مدرب كرة سلة أمريكي، ولد في 5 أغسطس 1936 في بورجير في الولايات المتحدة.

## روابط خارجية
- جيرالد مايرز على موقع كلية كرة السلة في سبورتس رفرنس.كوم (الإنجليزية)
- جيرالد مايرز على موقع كلية كرة السلة في سبورتس رفرنس.كوم (الإنجليزية)